# Elisabeth Schäfer (Politikerin)
 Elisabeth Schäfer (* 4. Februar 1926 in Schwerin) ist eine ehemalige deutsche DFD-Funktionärin.

## Leben
Schäfer absolvierte nach der Oberschule von 1945 bis 1947 eine Ausbildung zur landwirtschaftlichen Laborantin in Rostock und war Mitglied der Sozialistischen Einheitspartei Deutschlands (SED). 1950 trat sie zur National-Demokratischen Partei Deutschlands (NDPD) über und wurde 1951 hauptamtliche Funktionärin des DFD. 1954 zog sie als Abgeordnete in die Volkskammer der DDR ein, der sie von der ersten bis zur dritten Wahlperiode angehörte.

## Auszeichnungen
- Ehrennadel des Demokratischen Frauenbundes Deutschlands[1]
- Clara-Zetkin-Medaille[1]